# Pomi
Pomi es una comuna ubicada en el distrito de Satu Mare, Rumania.

## Superficie
Posee una superficie de 57,93 kilómetros cuadrados.

## Demografía
Hasta 2021 la población era de 1936 habitantes, con una densidad de población de 33,42 habitantes por kilómetro cuadrado.